# Woldemar Ulmer
Woldemar Augustowicz Ulmer (ros. Вольдемар Августович Ульмер, ur. 20 grudnia 1896 w Rewlu, zm. 28 marca 1945 w Kraju Krasnojarskim) – funkcjonariusz radzieckich służb specjalnych, kombrig.

## Życiorys
Urodził się w rodzinie szwedzkiego montera. Skończył czteroklasową szkołę, w 1914 wstąpił do partii komunistycznej, od sierpnia 1915 do 1917 służył w rosyjskiej armii, w 1916 ukończył kijowską szkołę chorążych i dosłużył się stopnia porucznika. Od 2 czerwca 1918 służył w Armii Czerwonej, od 21 stycznia do 9 marca 1919 był komendantem sztabu 8 Armii, później był m.in. adiutantem wielu pułków, od 1 kwietnia 1921 do 12 lipca 1922 szefem sztabu 2 Boguczarowskiej Brygady Piechoty, później ponownie adiutantem pułku i od 28 listopada 1922 do 12 lutego 1923 naczelnikiem szkoły pułkowej. Od 12 lutego 1923 służył w wojskach OGPU jako pomocnik dowódcy pułku konwojowego GPU, od 4 kwietnia do 3 listopada 1924 był naczelnikiem gubernialnej szkoły pogranicznej w Odessie i następnie instruktorem pogranicznego nadzoru oddziału pogranicznego GPU w Oczakowie i pomocnikiem dowódcy pułku szkolnego wojsk GPU w Odessie. Od 16 marca do 12 września 1925 dowodził dywizjonem 4 Ukraińskiego Pułku GPU, następnie studiował w Akademii Wojskowej im. Frunzego, którą ukończył 2 lipca 1928 i został pracownikiem Wyższej Szkoły Pogranicznej OGPU. Od 15 czerwca 1930 pracował w Głównym Zarządzie Ochrony Pożarowej (GUPO) i Wojsk OGPU, w którym był m.in. szefem Oddziału 3, później został pomocnikiem szefa oddziału Wydziału Specjalnego OGPU, a od 25 stycznia do 25 lutego 1934 był zastępcą szefa Wydziału Operacyjnego GUPO i Wojsk OGPU, następnie pełnił obowiązki szefa tego wydziału. Od 10 lipca do 26 listopada 1934 był szefem Wydziału Operacyjnego, a potem szefem Wydziału 1 Głównego Zarządu Ochrony Pogranicznej i Wewnętrznej NKWD ZSRR, 23 grudnia 1935 otrzymał stopień kombriga. Od 16 kwietnia 1937 do 8 września 1938 był sekretarzem operacyjnym GUGB NKWD ZSRR, od 8 września do 2 października 1938 szefem sekretariatu I zastępcy ludowego komisarza spraw wewnętrznych ZSRR, a od 2 października 1938 do 1 lutego 1939 p.o. zastępcy szefa Głównego Zarządu Wojsk Pogranicznych i Wewnętrznych NKWD, następnie został zwolniony do rezerwy. Był odznaczony Odznaką Honorowego Funkcjonariusza Czeki/GPU (XV) (20 grudnia 1932).
20 kwietnia 1939 został aresztowany, a 16 lutego 1940 skazany przez Wojskowe Kolegium Sądu Najwyższego ZSRR na 15 lat pozbawienia wolności. Zmarł w więzieniu. 26 listopada 1955 został pośmiertnie zrehabilitowany.